# Ålatjärnen (Ödenäs socken, Västergötland)
Ålatjärnen är en sjö i Alingsås kommun i Västergötland och ingår i Göta älvs huvudavrinningsområde.